# Bisdom Warri
Het bisdom Warri (Latijn: Dioecesis Varriensis) is een rooms-katholiek bisdom met als zetel de stad Warri in Nigeria. Het bisdom is suffragaan aan het aartsbisdom Benin City.

## Geschiedenis
Het bisdom werd opgericht op 10 maart 1964, uit het aartsbisdom Benin City. 
Op 17 maart 1991 verloor het gebied door de oprichting van de missio sui iuris Bomadi. 

## Parochies
In 2020 telde het bisdom 135 parochies. Het bisdom had in 2020 een oppervlakte van 10.650 km2 en telde 4.194.530 inwoners waarvan 6,5% rooms-katholiek was.

## Bisschoppen
- Lucas Olu Chukwuka Nwaezeapu (10 maart 1964 - 10 september 1983)
- Edmund Joseph Fitzgibbon (31 augustus 1991 - 3 maart 1997)
- Richard Anthony Burke (3 maart 1997 - 24 december 2007)
- John ’Oke Afareha (29 maart 2010 - heden)

Benin City (aartsbisdom) · Auchi · Bomadi · Issele-Uku · Uromi · Warri